# Naodži Ito
Naodži Ito (japonsko 伊藤 直司), japonski nogometaš, * 1. julij 1959.
Za japonsko reprezentanco je odigral eno uradno tekmo.